# Costachorema xanthopterum
Costachorema xanthopterum är en nattsländeart som beskrevs av Mcfarlane 1939. Costachorema xanthopterum ingår i släktet Costachorema och familjen Hydrobiosidae. Inga underarter finns listade i Catalogue of Life.